# Моріц Реч
Фрідріх Август Моріц Реч (нім. Friedrich August Moritz Retzsch; 9 грудня 1779, Дрезден — 11 червня 1857, маєток Oberlößnitz, Саксонія) — німецький живописець і гравер. Здобув популярність як ілюстратор книг та автор картини «Шахісти», у другій половині життя став великим виробником вина й організатором фестивалів виноробів.

## Біографія
Навчався в Дрезденській академії образотворчих мистецтв під керівництвом Кайетана Тоскани та Йосипа Марії Грассі. Багато працював самостійно, зокрема, копіюючи картини старих майстрів. Художник наслідував стару класичну школу; коли утворився гурток назарейців («Союз святого Луки»), то виступив їхнім ідейним противником.
Став членом Академії в 1817 році. У 1824 році — професор у Дрезденській академії образотворчих мистецтв. Став відомим завдяки гравюрам, виконаним в академічному стилі. Серед його ілюстрацій: Йоганн Вольфганг Гете «Фауст» (1816, всього 26 гравюр), Фрідріх Шиллер «Пісня про дзвін» (43 аркуші), зібрання драматичних творів Вільяма Шекспіра (1827—1846, 80 аркушів) і «Балади» Готфріда Августа Бюргера (1840, 15 аркушів).
Найбільш значною працею в галузі книжкової графіки була його Шекспірівська галерея (Outlines to Shakespeare). Це видання, що складається з декількох серій, ілюструє всі п'єси Вільяма Шекспіра. У зібраннях Калузького музею образотворчих мистецтв (РФ) зберігається перша серія гравюр, що включає сімнадцять листів — «Гамлет».
Мистецтвознавці особливо виділяють серію гравюр художника із сорока трьох листів до «Пісні про дзвін» Ф. Шиллера (1834). Моріц Реч не тільки проілюстрував вірш німецького поета-романтика, а й написав коментарі до тексту, а також виступив як редактор і видавець альбому.